# 开封南郊机场
开封南郊机场簡称开封机场，位于中國河南省开封市南郊的禹王台区西柳村附近，距开封市中心约4公里。开封南郊机场为河南省建成最早的飞机场，在抗日戰爭时期曾为飛虎隊美國第十四航空隊基地，今為中国人民解放军空军使用的军用机场。

## 历史

### 抗日戰爭
开封机场始建于1922年，由当时的河南省督军赵倜和冯玉祥下令建造。初建时，机场占地面积约10公顷，设土质跑道一条。机场在1936年前后和抗日战争期间经过两次改扩建，面积达到60余公顷。
在抗日战争期间，开封机场曾作为中美联合情报局的航空侦察基地，由飛虎隊美国第十四航空队进驻。在1945年春季和夏季，曾使用侦察型P-38闪电式战斗机对日本占领区进行侦察。1945年9月战争结束后，美军从开封机场撤出。

### 1949年後
1950年4月25日，中国人民解放军进驻开封机场，同时组建空军开封场站，并与郑州机场互为备降场。1952年，机场跑道进行扩建，扩建后的跑道长1600米、宽50米、厚0.15米，为片石、沥青结构。1970年8月，开封机场再次扩建，修建了一条长2200米、宽45米、厚0.18米的混凝土跑道。至1987年，开封机场总面积为280多公顷，有较完备的通讯导航系统和夜航等设施，可满足三叉戟、波音737、安-12等机型的起降需求。
1969年10月17日夜，南郊机场上降落了一架伊尔-14型飞机，上面载着病重中的前中华人民共和国主席刘少奇，刘少奇在前一年已经被罢免所有职务，开除党籍。27天后，刘少奇在开封去世，以「刘卫黄」之名火化。

## 周边交通
机场东面的机场东路于2017年4月计划拓宽改造及北延。2019年5月，“机场东路道路建设一期工程（G310-机场北路）项目”的道路快车道建成通车，该路南起国道310，北至机场北路，项目全长2874米。此外，机场北面有机场北路，西面有机场西路。